# NGC 5389
NGC 5389 ist eine Linsenförmige Galaxie vom Hubble-Typ SAB(r)0 im Sternbild Großer Bär am Nordsternhimmel. Sie ist schätzungsweise 86 Millionen Lichtjahre von der Milchstraße entfernt und hat einen Durchmesser von etwa  und hat einen Durchmesser von etwa 145.000 Lichtjahren. Vom Sonnensystem aus entfernt sich die Galaxie mit einer errechneten Radialgeschwindigkeit von näherungsweise 1.800 Kilometern pro Sekunde.
Gemeinsam mit NGC 5379 bildet sie das gravitativ gebundene Galaxienpaar Holm 561 und ist Teil der 10 Mitglieder umfassenden NGC 5322-Gruppe LGG 360. 
Im selben Himmelsareal befinden sich unter anderem die Galaxien NGC 5376, NGC 5402, PGC 49512, PGC 214189.
Das Objekt wurde am 24. April 1789 von dem Astronomen William Herschel mithilfe seines 18,7 Zoll-Spiegelteleskops entdeckt und später von Johan Dreyer in seinem New General Catalogue verzeichnet.